# 2015年乌兹别克斯坦总统选举
2015年乌兹别克斯坦总统选举于2015年3月29日举行。时任总统伊斯兰·卡里莫夫以90.39%的得票率获得连任。这次选举的投票率为91.08%。

## 背景
依据2011年12月5日乌兹别克斯坦议会通过的宪法修正案，乌兹别克斯坦总统任期由原来的7年改为5年，自2015年生效。乌兹别克斯坦总统卡里莫夫提出了这项修正案，随后得到议会的通过。卡里莫夫称，提出这项修正案是为了国家的民主管理，同时也由于议会在国家中的作用越来越大。此前总统任期为7年的规定源自2002年1月的全民公决。
根据2012年3月23日通过的乌兹别克斯坦总统选举法，总统选举将在议会选举结果正式公布大约90天后举行。2014年12月21日，议会选举进行了第一轮投票。由于部分选区候选人得票没有达到法定比例，2015年1月4日进行了第二轮投票。1月5日，议会选举公布最终结果。2014年12月26日，乌兹别克斯坦中央选举委员会召开新闻发布会，宣布总统选举将在来年3月29日举行。

## 候选人
这次大选共有四位候选人。乌兹别克斯坦的四个政党均推出了自己的候选人。
- 哈塔姆江·克塔曼诺夫（俄语：Кетмонов, Хотамжон Абдурахмонович），乌兹别克斯坦人民民主党主席，1969年生于安集延州，1993年毕业于安集延语言师范学院，曾任安集延州副州长，2013年成为人民民主党主席。
- 阿克马勒·塞多夫（俄语：Саидов, Акмаль Холматович），乌兹别克斯坦民族复兴民主党党员，1952年生于塔什干州揚吉尤利，塔什干国立大学（英语：National University of Uzbekistan）法学博士，乌兹别克斯坦国家人权中心主任，2007年乌兹别克斯坦总统选举独立候选人。[6]
- 伊斯兰·卡里莫夫（Islom Abdug’aniyevich Karimov），乌兹别克斯坦自由民主党党员，1938年生于撒马尔罕，1989年任乌兹别克共产党中央第一书记，1991年乌兹别克斯坦独立后一直担任总统。[7]
- 奈利曼·乌玛洛夫（Narimon Majitovich Umarov），正义社会民主党主席，1952年生于塔什干，1974年毕业于塔什干工业学院（英语：Tashkent State Technical University），从政前曾是水文工程师，2009年至2013年担任乌兹别克斯坦国家自然保护委员会主席，2013年成为正义社会民主党主席。[8]

竞选活动中，卡里莫夫承诺经济改革，克塔曼诺夫主要关注社会问题，乌玛洛夫提出正义与法制系统改革，塞多夫着重保护民族价值。此外，卡里莫夫保持不结盟的对外政策，禁止他国在境内建立军事基地、驻扎军队，不加入俄罗斯组织的欧亚经济联盟和俄白哈关税同盟。乌兹别克斯坦政府为政党提供了32.7万欧元竞选资金，同时禁止政党从其他渠道获得竞选资金。
乌兹别克斯坦宪法规定，总统至多连任两届。1991年总统大选卡里莫夫获胜，1995年全民公决将他的任期延长到2000年。2000年、2007年大选中卡里莫夫两次赢得连任。欧安组织的报告质疑卡里莫夫此次参选违反宪法。但是，乌兹别克斯坦官员认为，由于2002年全民公决和2011年的宪法修正案更改了总统任期，这次选举是卡里莫夫竞争第一个总统任期，卡里莫夫参选不存在违宪问题。
选前，外界认为卡里莫夫将成功连任。另外三名候选人的声望无法与卡里莫夫相比，他们所在的政党基本也支持卡里莫夫。2005年安集延事件后，卡里莫夫调整了内外政策，国内政策重点为经济发展，外交上疏远美国、亲近俄罗斯和中国。2005年后，乌兹别克斯坦经济年增长率保持在8％以上，通货膨胀率成功控制在10％以内。

## 投票

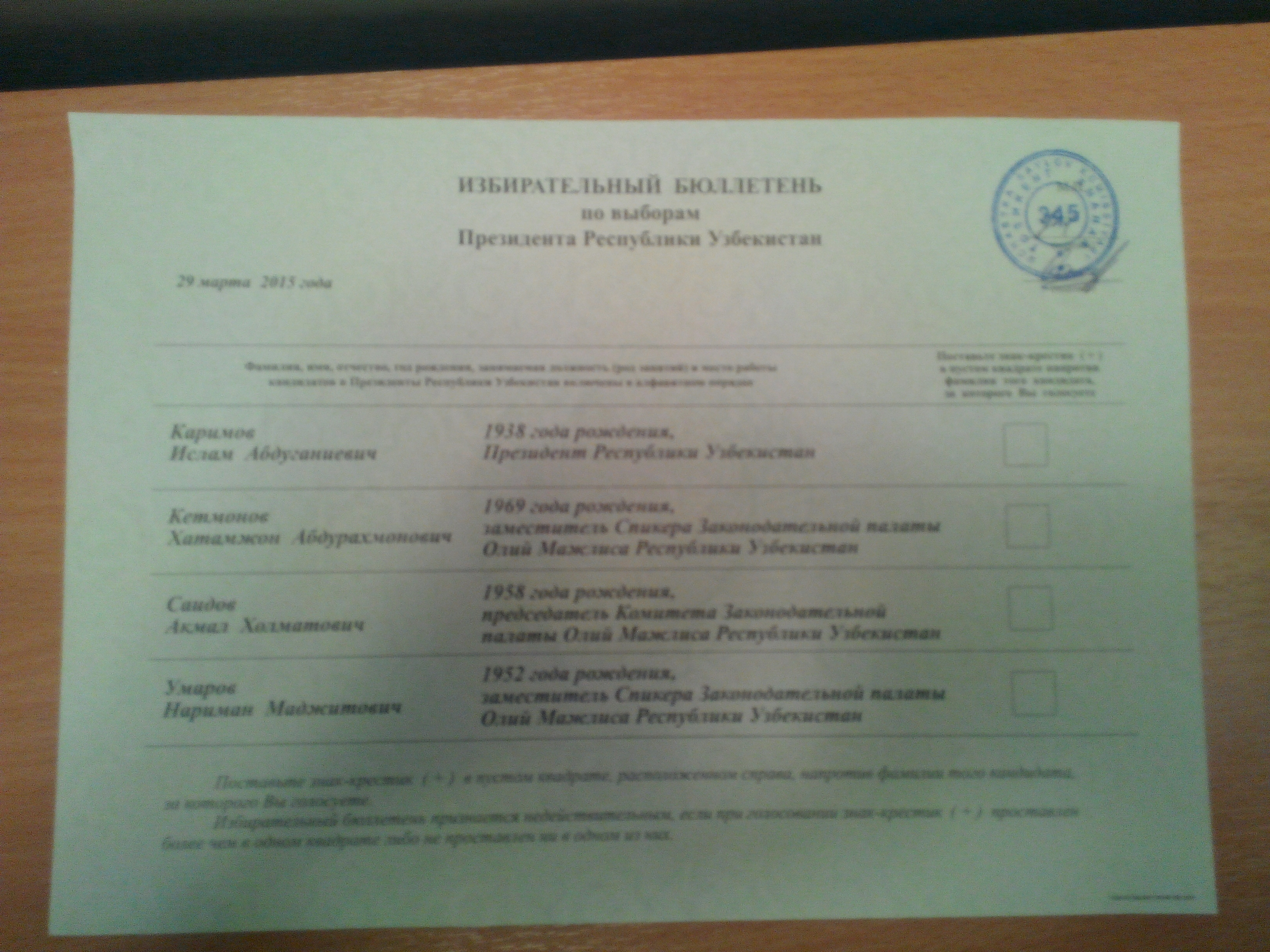
选票

这次选举的登记选民接近2,100万。乌兹别克斯坦国内设135个选区，9035个投票站。乌兹别克斯坦国外另设有44处投票站。独联体、欧安组织、上海合作组织、伊斯兰合作组织等5个国际组织和43个国家共派出三百多名观察员。乌兹别克斯坦国内外430名记者对选举进行了报道。
乌兹别克斯坦伊斯兰运动等极端组织宣称，将在大选期间制造动荡。为此，乌兹别克斯坦加强了安保工作。

## 结果
| 候选人                               | 政党                       | 得票       | %     |
| ------------------------------------ | -------------------------- | ---------- | ----- |
| 伊斯拉木·卡里莫夫                    | 乌兹别克斯坦自由民主党     | 17,122,597 | 90.39 |
| 阿克马勒·塞多夫                      | 乌兹别克斯坦民族复兴民主党 | 582,688    | 3.08  |
| 哈塔姆江·克塔曼诺夫                  | 乌兹别克斯坦人民民主党     | 552,309    | 2.92  |
| 奈利曼·乌玛洛夫                      | 正义社会民主党             | 389,024    | 2.05  |
| 无效票/空白票                        | 无效票/空白票              | 295,731    | -     |
| 总计                                 | 总计                       | 18,942,349 | 100   |
| 登记选民/投票率                      | 登记选民/投票率            | 20,798,052 | 91.08 |
| 数据来源: 乌兹别克斯坦中央选举委员会 |                            |            |       |

根据选举法，投票率达到33％选举即为有效，获得半数以上选票的候选人当选总统。3月30日，乌兹别克斯坦中央选举委员会公布了初步计票结果，卡里莫夫获胜。4月6日，中央选举委员会公布了最终计票结果。4月10日，卡里莫夫在首都塔什干宣誓就职。

## 评价
西方国家和组织多认为选举不够公正、自由。欧安组织批评了这次选举，认为卡里莫夫参选违反了宪法中对总统任期的限制，选举中没有真正的反对力量，中央选举委员会的独立性令人怀疑。人权观察组织声称，乌兹别克斯坦关押有1万至1.2万的政治犯。上海合作组织、独联体积极评价了这次选举，认为选举公开透明、民主、自由。伊斯兰合作组织表示，这次选举准备充分、组织得力，观察员未发现违规行为。